# Токмацький район
Токма́цький райо́н — ліквідований район України, у центрі Запорізької області 17 липня 2020 року, в результаті адміністративно-територіальної реформи. Колишній районний адміністративний центр — місто Токмак (з 2020 року — адміністративний центр Токмацької міської громади). Населення району становило 22 тис. осіб (2017 р.). Площа району — 1442 км². Був утворений 7 березня 1923 року. На території Токмацького району протікає річка Молочна з притоками Юшанли та Чінгул, а також річки Токмак, Курушан та Куркулак.

## Географія

### Розташування
Район розташовувався у центральній частині Запорізької області, загальна площа — 1442,47 км². Межі району: на півдні Мелітопольський та Приазовський райони, на заході — Михайлівський, на півночі — Оріхівський та Василівський, на сході Пологівський та Чернігівський райони.
На території району розташовувалися 56 населених пунктів, що підпорядковувалися Молочанській міській та 12 сільським радам.
Площа району становила 144 тис. 247 га, сільгоспугідь — 134 тис. га, із них ріллі — 108,1 га. Площа зрошувальних земель становить 7 тис. 02 га. З них у 2003 році зрошувалося 706 га.

### Водні ресурси
Джерелами централізованого водопостачання є артезіанські свердловини. На території Молочанської міської ради здійснюється видобуток столової мінеральної води для промислового розливу.
На території Токмацького району протікають степові річки: 
- Карачокрак — ліва притока Дніпра.
- Молочна (колишня — Сютень) з притоками Токмак, Каїнкулак, Чінгул, Куркулак, Курушан, Бегим-Чокрак, Юшанли.

Уся гідронімія, окрім сучасної назви р. Молочної, має тюркське походження.
Стави розташовані в селах Новогорівка, Скелювате, Очеретувате, Ударнік.

### Корисні копалини
Родовища корисних копалин місцевого значення, а саме, будівельного піску, розташовані на території Покровської сільської ради, граніту — на території Остриківської сільської ради.

### Ландшафти
За фізико-географічним районуванням Запорізької області, район лежить у межах Дніпровсько-Кінського фізико-географічного району Кінсько-Ялинської низовинної області Лівобережно-Дніпровсько-Приазовського північно-степового краю Північно-степової підзони, а також Лівобережно-Дніпровсько-Приазовського району Дніпровсько-Молочанської низовинної області Причорноморського степового краю і Молочансько-Нововасилівського району Західноприазовської схилові-височинної області Причорноморського степового краю Середньостепової підзони Степової зони.

## Історія
Найдавніші поселення та поховання, відкриті на території району, відносяться до неоліту. У добу бронзи землі заселені племенами ямної, катакомбної, зрубної культур. Сліди перебування скіфів майже відсутні. Пізніших сарматських пам'яток (І століття до н. е. — III століття н. е.), навпаки, знайдено досить багато. В середньовіччя був периферією Хазарського каганату, заселеною болгарськими і аланськими племенами, печенігами і торками. З сер. XI ст. заселяється половцями, які прийшли зі сходу.
У 1103 році відбулася битва між військами Київської Русі з половецьким військом (можливо що десь на території Покровської сільської ради). Перемога здобута влітку того року зміцнила могутність Київської Русі.
Після монгольського завоювання увійшов до складу золотоординського улусу Джучі. 1395 року Золота Орда зазнала тотального руйнування під час карального походу середньоазійського еміра Тимура. Його війська, рухаючись на Крим Муравським шляхом, ймовірно пройшли через землі майбутнього Токмака.
У XV—XVIII століттях степи Надчорномор'я та Приазов'я були місцем кочування ногайських орд.
У середині XVIII століття в урочищах річки Токмак відомі сезонні поселення козаків, які займалися заготівлею риби та мисливством, овчарні стани кримських татар і вірмен.
Стихійно і в незначній мірі заселятися таврійські землі почали після Російсько-Турецької війни 1768–1774 років та ліквідації у 1775 році Запорозької Січі.

### Мелітопольський повіт (1784–1842)
1784 року Токмаччина увійшла до створеного Мелітопольського повіту Таврійської області. Першими поселенцями на території сучасного міста Токмак були державні селяни з Полтавщини та Чернігівщини, які переселені у 1791–1792 роках.
1796 року землі Токмаччини увійшли до новоствореного Маріупольського повіту, в с. Великий Токмак розміщені адміністративні установи.
1801 року повітовим містом став Оріхів.
З 1803 року на Токмаччині засновуються німецькі поселення менонітів та лютеран Гальбштадт (Молочанськ), Мунтау, Шинау, Фішау та багато інших.
1842 року, після сильної пожежі у м. Оріхові, адміністративні установи знову переведені до Великого Токмака.

### Бердянський повіт (1842—1923)
У 1842 році створено новий повіт з центром у м. Бердянськ. Під час Кримської війни адміністративні установи 1854–1855 року знаходились у Великому Токмаку.
У 1882 році у м. Великий Токмак починає працювати завод по виробництву сільгоспарського інвентарю, починає розвиватися промисловість.
Після Першої світової та громадянської війн відбуваються нові соціально-економічні перетворення, викликані зміною державної влади та політичного режиму.
Токмаччина входила до складу Бердянського повіту до адміністративної реформи 1923 р.

### Великотокмацький район (1923—1962)
- Створений 7 березня 1923 року згідно з постановою Всеукраїнського Центрального Виконавчого комітету. Входив до Мелітопольської округи Катеринославської губернії. Адміністративним центром району став Великий Токмак.

Станом на 1 січня 1930 року район складався з 11 сільських рад: Ленінської, Шевченківської, Нижнє-Куркулацької, Солодко-Балківської, Роботинської, Ново-Прокопівської, Очеретоватівської, Скелюватської, Остряківської, Ново-Михайлівської, Новоказанкуватської.
- 2 вересня 1930 року, коли адміністративний розподіл на округи був ліквідований, район увійшов до складу Дніпропетровської області.
- 10 січня 1939 року район переданий до складу Запорізької області.
- Під час німецької окупації (1941–1943 рр.) Великотокмацький район входив до Гальбштадтської округи Дніпропетровського генерального округу. У роки Другої світової війни на території району точились кровопролитні бої, особливо на Пришибських висотах.

### Токмацький район
1962 року район перейменовано на Токмацький.

## Промисловість
З промисловості на території району працюють підприємства переробної та добувної галузі. На території Токмацького району функціонують 155 сільськогосподарських підприємств різних форм господарювання та власності, в тому числі 121 фермерських господарств.
Діючі підприємства райони:
- ТОВ «Нафтохімпродукт»
- ВАТ «Молочанський плодорозсадник»
- ВАТ «Запорізький Племптахорадгосп-Репродуктор»
- ТОВ «Агроколос»

Ліквідовані підприємства:
- ТОВ «Токмак-Енергодизель»
- ТОВ «Токмацький гранітний кар'єр»
- ТОВ НВФ «Енергомаш»
- ВАТ «Молочанський молочноконсервний комбінат»
- Українсько-американське ТОВ «Олічік»
- Державне сільськогосподарське підприємство «Запоріжшовк».

## Транспорт
Мережа автошляхів району становила 373,5 км, які перебувають на балансі держави та передані в експлуатаційне утримання філії «Токмацький райавтодор», в тому числі:
- державні (регіональні) — 37,7 км;
- місцеві — 335,8 км.

Станом на 2020 рік в районі нараховувалися доріг комунальної власності 142,073 км, в тому числі з твердим покриттям — 120,188 км.

## Населення
Розподіл населення за віком та статтю (2001):
| Стать | Всього | До 15 років | 15-24 | 25-44 | 45-64 | 65-85 | Понад 85 |
| --- | ------ | ----------- | ----- | ----- | ----- | ----- | -------- |
| Чоловіки | 13 425 | 2669        | 1909  | 3984  | 3342  | 1465  | 56       |
| Жінки | 15 061 | 2514        | 1695  | 3793  | 3937  | 2860  | 262      |
| \| Статево-вікова піраміда \| Статево-вікова піраміда \| Статево-вікова піраміда \| \| ----------------------- \| ----------------------- \| ----------------------- \| \| Чоловіки \| Вік \| Жінки \| \| 56 \| 85 + \| 262 \| \| 90 \| 80-84 \| 285 \| \| 271 \| 75-79 \| 763 \| \| 549 \| 70-74 \| 993 \| \| 555 \| 65-69 \| 819 \| \| 1004 \| 60-64 \| 1367 \| \| 479 \| 55-59 \| 649 \| \| 841 \| 50-54 \| 922 \| \| 1018 \| 45-49 \| 999 \| \| 1147 \| 40-44 \| 1070 \| \| 1065 \| 35-39 \| 994 \| \| 872 \| 30-34 \| 832 \| \| 900 \| 25-29 \| 897 \| \| 883 \| 20-24 \| 840 \| \| 1026 \| 15-20 \| 855 \| \| 1198 \| 10-14 \| 1119 \| \| 876 \| 5-9 \| 821 \| \| 595 \| 0-4 \| 574 \| |        |             |       |       |       |       |          |
| Статево-вікова піраміда |        |             |       |       |       |       |          |
| Чоловіки | Вік    | Жінки       |       |       |       |       |          |
| 56 | 85 +   | 262         |       |       |       |       |          |
| 90 | 80-84  | 285         |       |       |       |       |          |
| 271 | 75-79  | 763         |       |       |       |       |          |
| 549 | 70-74  | 993         |       |       |       |       |          |
| 555 | 65-69  | 819         |       |       |       |       |          |
| 1004 | 60-64  | 1367        |       |       |       |       |          |
| 479 | 55-59  | 649         |       |       |       |       |          |
| 841 | 50-54  | 922         |       |       |       |       |          |
| 1018 | 45-49  | 999         |       |       |       |       |          |
| 1147 | 40-44  | 1070        |       |       |       |       |          |
| 1065 | 35-39  | 994         |       |       |       |       |          |
| 872 | 30-34  | 832         |       |       |       |       |          |
| 900 | 25-29  | 897         |       |       |       |       |          |
| 883 | 20-24  | 840         |       |       |       |       |          |
| 1026 | 15-20  | 855         |       |       |       |       |          |
| 1198 | 10-14  | 1119        |       |       |       |       |          |
| 876 | 5-9    | 821         |       |       |       |       |          |
| 595 | 0-4    | 574         |       |       |       |       |          |

## Соціальна сфера
Мережу закладів галузі «Культура» у Токмацькому районі станом на 1 січня 2012 року складали: 30 клубних закладів, 22 сільські бібліотеки-філії, 2 Молочанські міські бібліотеки-філії, центральна районна бібліотека, районний організаційно-методичний центр, Молочанська дитяча школа мистецтв та її класи у селах Запоріжжя, Лагідне, Кохане, чотири музеї на громадських засадах: музей історії дослідницького господарства «Токмацьке», музей ТОВ Агрофірми «Єдність», музей села Новопрокопівка, музей КСП «Родина», на обліку знаходиться 59 пам'ятки історії, 139 археології та близько 10 пам'яток архітектури.
Лікувальна мережа Токмацького району налічувала 36 лікувально-профілактичних заклади: Молочанська районна лікарня, 5 — амбулаторій загальної практики сімейної медицини, 12 ФАПів, 18 ФП.

## Туристичний потенціал

### Території та об'єкти природно-заповідного фонду
До природно-заповідного фонду Токмацького району входить 23 об'єкти ПЗФ місцевого (обласного) значення, у тому числі 15 заказників і 8 пам'яток природи. Відсоток заповідності складає 0,45.
- Ентомологічний заказник «Цілинна ділянка вздовж балки»
- Ландшафтний заказник «Захисне лісове насадження на хвилястій місцевості»
- Ландшафтний заказник «Ґрунтозахисне лісонасадження»
- Ландшафтний заказник «Балка Найвер»
- Ландшафтний заказник місцевого значення «Балка Успенівська»[4]
- Ботанічний заказник «Цілинна ділянка»
- Ботанічний заказник «Цілинна балка»
- Ботанічний заказник «Лісосмуга з підліском глоду»
- Ботанічний заказник «Цілинна ділянка»
- Ентомологічний заказник «Узлісся на острогах балки»
- Ботанічний заказник «Балка Чистопільська»
- Ентомологічний заказник «Балка Відлога»
- Ентомологічний заказник «Заліснена балка»
- Ентомологічний заказник «Заплава річки Чінгул»
- Ботанічний заказник «Балка Мирнівська»
- Ботанічний заказник «Балка Рівна»
- Ботанічний заказник «Цілинна балка з ділянкою лісу»
- Луговський піщаний кар'єр
- Південний схил пойми річки Молочна
- Віковий дуб черешчатий
- 150-річний дуб
- Група вікових дубів
- Заплава річки Чінгул

### Історико-культурні та археологічні пам'ятки
- Пам'ятний знак на умовному місці битви князя В. Мономаха, с. Жовтневе
- Військовий меморіальний комплекс, с. Чапаєвка
- Курганний могильник, с. Чапаєвка
- Курганний могильник, с. Новогорівка
- Курган, с. Червоногірка
- Курган «Макартет», с. Жовтневе

### Історико-архітектурні споруди
- Вітряний млин, 1888 р.
- Млин Вільямса (кінець XIX — початок XX століття).
- Будинок початку XX століття, де розміщувався ревком у 1917—1918 роках.
- Будівля чавуноливарного цеху заводу Франца і Шредера (початку XX століття).

### Традиційні свята та фестивалі
- Фестиваль «Срібна купальська роса» (у липні)
- Театралізоване свято «Легенда сивого степу» (у червні)
- День села (у жовтні)
- Фестиваль народних звичаїв та обрядів «Збережемо самобутність» (у жовтні).

### Визначні особи
- Безручко Марко — військовий діяч, генерал-хорунжий Армії УНР, народився в м. Великий Токмак.
- Даниленко Валентин Миколайович (1913—1982) — український археолог, народився в селі Новомихайлівка Бердянського уїзду (згодом, село входило до Велико-Токмацького району).
- Денисенко Василь Семенович — історик та етнограф, належав до наукової школи М. С. Грушевського, народився в м. Великий Токмак.
- Єфименко Петро Савич  (1835—1907) — історик, етнограф, народився на хуторі під Б.Токмаком (можливо, в селі Нижній Куркулак (нині село Покровське).
- Івченко Олександр Георгійович — радянський авіаконструктор, керівник розробки поршневих, пізніше турбореактивних двигунів для багатьох типів літаків, народився в м. Б.Токмак.
- Киценко Микола Петрович (1921—1982), народився в селі Нижній Куркулак (нині — село Покровське) — журналіст, краєзнавець, партійний і радянський працівник, один із організаторів Державного історико-культурного заповідника на острові Хортиці та Музею історії запорозького козацтва.
- Чечет Григорій Герасимович  (1870—1922) — конструктор літаючих пристроїв, народився в селі Каї-Кулак (нині — село Остриківка).

## Політика
25 травня 2014 року відбулися Президентські вибори України. У межах Токмацького району було створено 37 виборчих дільниць. Явка на виборах складала — 50,11% (проголосували 9 340 із 18 638 виборців). Найбільшу кількість голосів отримав Петро Порошенко — 32,18% (3 006 виборців); Юлія Тимошенко — 13,39% (1 251 виборців), Сергій Тігіпко — 12,40% (1 158 виборців), Михайло Добкін — 8,78% (820 виборців), Вадим Рабінович — 6,71% (627 виборців), Олег Ляшко — 6,50% (607 виборців), Анатолій Гриценко — 6,05% (565 виборців). Решта кандидатів набрали меншу кількість голосів. Кількість недійсних або зіпсованих бюлетенів — 2,55%.